# Alice Chalifoux
Alice Chalifoux (Birmingham, 22 gennaio 1908 – Winchester, 31 luglio 2008) è stata un'arpista statunitense.

## Biografia
Nacque a Birmingham (Alabama), in una famiglia di musicisti. Suo padre era canadese, era un violinista e aveva studiato al Conservatorio di Parigi, oltre a essere il direttore di un grande magazzino. Sua madre era una violinista, pianista e arpista, fondatrice della Birmingham Music Study Club.
Alice Chalifoux iniziò a studiare l'arpa all'età di 11 anni, ricevendo lezioni da sua madre e in un convento di suore. Grazie alle sue doti, fu ammessa al Curtis Institute of Music, il conservatorio di Filadelfia, in Pennsylvania, dove ebbe come maestro Carlos Salzedo.
Nel 1931, poco dopo aver completato il percorso di studi, entrò a far parte dell'Orchestra di Cleveland, con sede a Cleveland in Ohio.
Fu la prima arpa della Cleveland Orchestra dal 1931 al 1974. Ebbe cinque direttori d'orchestra: Nikolai Sokoloff, Artur Rodziński, Erich Leinsdorf, George Szell e Lorin Maazel.
Alice Chalifoux per molti anni fu l'unica donna tra i componenti dell'orchestra. Fu accolta gradevolmente nell'ambiente nonostante la differenza di genere, ma ci furono comunque delle complicanze dovute al fatto che nelle orchestre americane non era consuetudine avere delle donne: Per questo motivo, la Chalifoux era solita cambiarsi nella custodia della sua arpa, durante i tour in giro per il Paese.
Iniziarono ad arrivare altre donne nel 1943.
Era un'arpista di livello mondiale, capace di eseguire alcuni tra i brani più complicati senza spartito, col solo ausilio della memoria.
Ebbe un articolo a lei dedicato sulla rivista People, e si esibì in televisione al "Tonight Show" di Johnny Carson.
Lavorò anche come insegnante, al Cleveland Institute of Music, l'Oberlin Conservatory of Music, e il Baldwin-Wallace College, per 66 anni.
Riguardo alla Chalifoux, il famoso direttore d'orchestra statunitense Robert Shaw disse: "Per un certo periodo, sembrò quasi che non si potesse ottenere un lavoro in un'orchestra, o nemmeno tentare un'audizione, senza essere stati allievi di Alice".
Per più di 50 anni insegnò alla "Salzedo Harp Colony", una scuola estiva con sede a Camden, in Maine. La scuola era stata fondata da Salzedo in persona alla fine degli anni '20. La Chalifoux all'epoca era la sua assistente. Salzedo, dopo la sua morte avvenuta nel 1961, nel suo testamento lasciò in eredità la scuola alla Chalifoux.
Nel 1998, Alice Chalifoux si ritirò dall'insegnamento, all'età di 90 anni. Per questo avvenimento, 64 arpisti provenienti da tutto il mondo, ex allievi della Chalifoux, si riunirono per esibirsi nell'“Alice Chalifoux Tribute Harp Ensemble”.
Morì il 31 luglio 2008 a Winchester (Virginia), all'età di 100 anni.